# 귀족제
귀족제(貴族制, 영어: Peerage)는 귀족의 세습과 등작, 특권 등을 규정하는 제도이다. 시대와 나라에 따라 귀족제의 양태는 제각각 달라서 하나로 통일하여 서술할 수 없다.

## 같이 보기
- 프랑스의 대귀족제
- 일본 화족제